# Homospora
Homospora is een geslacht van vlinders van de familie spanners (Geometridae), uit de onderfamilie Oenochrominae.

## Soorten
- H. lymantriodes Prout, 1913
- H. rhodoscopa Lower, 1902